# Canthidium angulicolle
Canthidium angulicolle là một loài bọ cánh cứng thuộc họ Bọ hung (Scarabaeidae).